# Wiesław Myśliwski
Wiesław Myśliwski (născut în 25 martie 1932 în Dwikozach, Polonia) este unul dintre cei mai mari scriitori polonezi. În România este cunoscut pentru romanele "Piatră peste piatră" și "Orizont". A câștigat Marele Premiu pentru Literatură Nike (cel mai prestigios premiu literar polonez) de două ori: în 1997 și în 2007.

## Opera
- Nagi sad, 1967 (Livada goală, roman; nu a fost tradus în limba română)
- Pałac, 1970 (Palatul, roman; nu a fost tradus în limba română)
- Złodziej, 1973 (Hoțul, piesă de teatru; nu a fost tradusă în limba română)
- Klucznik, 1978 (Chelarul, piesă de teatru; nu a fost tradusă în limba română)
- Kamień na kamieniu, 1984 (Piatră peste piatră, editura Univers, 1987, colecția "Romanul secolului XX", traducere de Pavel Mocanu și Ion Dodu Bălan)
- Drzewo, 1988 (Copacul, piesă de teatru; nu a fost tradusă în limba română)
- Widnokrąg, 1996 (Orizont, editura Saeculum I.O., 2000, traducere de Stan Velea) - Marele Premiu pentru Literatură Nike; premiul "Stanislaw Reymont".
- Requiem dla gospodyni, 2000 (Requiem pentru stăpână, piesă de teatru; nu a fost tradusă în limba română)
- Traktat o łuskaniu fasoli, 2006 (Tratat de decorticare a fasolei, roman; nu a fost tradus în limba română) - Marele Premiu pentru Literatură Nike.
- Ostatnie rozdanie, 2013 (Ultima partidă, roman; nu a fost tradus în limba română)
- Ucho Igielne, 2018 (Urechea acului, roman; nu a fost tradus în limba română)